# 佐那具駅
佐那具駅（さなぐえき）は、三重県伊賀市外山にある、西日本旅客鉄道（JR西日本）関西本線の駅である。

## 歴史
- 1897年（明治30年）1月15日：関西鉄道の柘植駅 - 上野駅（現・伊賀上野駅）間の開通に伴い、一般駅として開業[3]。
- 1907年（明治40年）10月1日：関西鉄道が国有化[3]。帝国鉄道庁（後に日本国有鉄道）の駅となる。
- 1909年（明治42年）10月12日：線路名称制定により、関西本線所属となる[4]。
- 1970年（昭和45年）8月1日：貨物営業廃止（旅客駅となる）[3]。
- 1983年（昭和58年）4月1日：無人駅となる[5]（簡易委託化）。
- 1987年（昭和62年）4月1日：国鉄分割民営化により、西日本旅客鉄道の駅となる[3]。
- 2021年（令和3年）
  - 3月13日：ICカード「ICOCA」の利用が可能となる[6]。
  - 7月1日：亀山鉄道部を廃止。乗務員区所はかめやま運転区に、車両基地は吹田総合車両所京都支所亀山派出所に、輸送指令は亀山指令所にそれぞれ改組。

## 駅構造
相対式ホーム2面2線を有する地上駅。場内・出発の各信号機とも一方向のみの設置のため、逆線入線はできない。駅舎は加茂方面行ホーム側にあり、亀山方面行ホームへは無蓋跨線橋にて連絡している。当駅は佐那具駅構内営業運営委員会が駅業務を受託する簡易委託駅で、窓口が設置されている。

### のりば
| のりば | 路線     | 方向 | 行先           |
| ------ | -------- | ---- | -------------- |
| 駅舎側 | 関西本線 | 下り | 加茂・奈良方面 |
| 反対側 | 関西本線 | 上り | 柘植・亀山方面 |

※案内上ののりば番号は割り当てられていない。
付記事項
- 上り線ホームには桜が多く植樹されている。

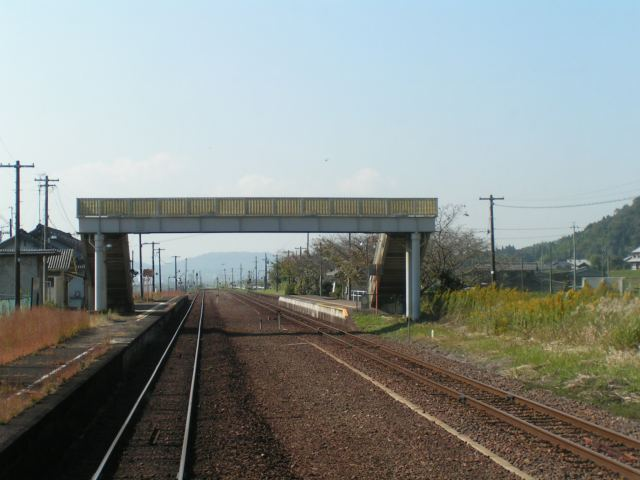
駅構内（2005年10月、加茂方面行きの列車内から）
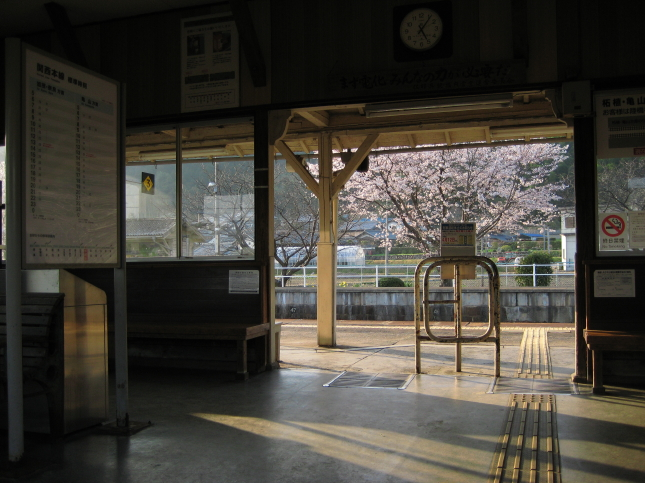
駅舎内からの眺め（2008年4月、昔ながらの駅舎の様子を残している）

## 利用状況
JR西日本の移動等円滑化取組報告書によれば、2023年度の1日当たりの利用者数は164人。「三重県統計書」によると、近年の1日平均乗車人員は以下の通りである。
| 年度   | 1日平均 乗車人員 |
| ------ | ---------------- |
| 1997年 | 265              |
| 1998年 | 262              |
| 1999年 | 245              |
| 2000年 | 248              |
| 2001年 | 231              |
| 2002年 | 226              |
| 2003年 | 205              |
| 2004年 | 195              |
| 2005年 | 203              |
| 2006年 | 196              |
| 2007年 | 196              |
| 2008年 | 184              |
| 2009年 | 176              |
| 2010年 | 169              |
| 2011年 | 160              |
| 2012年 | 151              |
| 2013年 | 146              |
| 2014年 | 138              |
| 2015年 | 130              |
| 2016年 | 139              |
| 2017年 | 122              |
| 2018年 | 117              |
| 2019年 | 105              |

## 駅周辺
伊賀盆地にある駅の1つであり、駅南側を柘植川が、駅から北東へ少し離れた所を河合川が流れる。山寄り（諏訪神社方面）は畑が広がるが、住宅が数軒ある。柘植川寄り（府中神社方面）は駅のすぐ近くに橋があり、それを渡ると住宅地に出る。なお、国道25号（旧道）はそこから少し離れた所を通っている。
- 伊賀国庁跡
- 御旅所古墳
- 御墓山古墳
- 了源寺
- 府中神社
- 陽夫多神社
- 敢國神社
- 諏訪神社
- 佐那具郵便局
- 国道25号
- 三重県道676号寺田佐那具停車場線
- 三重県道680号高倉佐那具線
- 旧大和街道 - 沿道に佐那具宿本陣跡がある。
- 三重交通「佐那具駅前」停留所[9]
- 柘植川
- 河合川

## 隣の駅
西日本旅客鉄道（JR西日本）
 関西本線
新堂駅 - 佐那具駅 - 伊賀上野駅